# Топлотворна способност

## Топлотворна способност (топлина на изгаряне) на гориво
Топлината, отделяна при горенето на горивата, може да се използва като критерий за качеството им. Не всички горива отделят едно и също количество топлина. Количеството топлинна енергия, отделено при пълно изгаряне на единица маса от дадено гориво, се нарича топлотворна способност или топлина на изгаряне. Измерва се в J/mol.

## Пълно и непълно изгаряне
Продуктите на горене са обикновено CO2, H2O – пари, SO2, SO3. За да се получат тези продукти, е необходимо количеството на кислорода, доставян от въздуха, да съответства на теоретично изчисленото по химичната формула на реакцията на горене. В този случай се казва, че изгарянето е идеално. В практиката количеството кислород е повече от теоретично необходимото, при което в продуктите на горене се съдържа и неизразходван кислород. Тогава горенето е пълно. При недостатъчно кислород, след изгаряне се получават H2, CO и C (сажди), а изгарянето е непълно.

## Коефициент на излишък
Тъй като смесването на молекулите на горивото и на кислорода, доставян от въздуха, не е идеално, то за пълно изгаряне е необходимо да се достави повече въздух от теоретично изчисления. Коефициентът на излишък показва колко повече от теоретично изчисленото количество въздух е необходим за пълно изгаряне. За твърди горива този коефициент има най-висока стойност – 1,4, което се определя от факта, че молекулите на твърдото гориво се смесват по-трудно с кислородните, отколкото молекулите на течните и газообразните горива. За течни горива коефициентът на излишък е 1,2, а за газообразните – 1,05 до 1,1. Съществено е в процеса на горене да не се подава повече въздух от определения с коефициента на излишък, тъй като неизразходваните кислородни молекули, заедно с азотните, отнасят голяма част от топлинната енергия при отделянето им от горивното пространство.

## Долна и горна топлина на изгаряне
В състава на горивата се съдържа водород, който изгаря до вода във вид на пара, при което се отделя определено количество топлина. Понякога водната пара може да кондензира, а получената в случая топлина е повече от топлината, получена от изгаряне, при което водните пари не са кондензирали. Тази топлина се нарича горна топлина на изгаряне, и съдържа в себе си и топлината на кондензация/изпарение на водата. По-често обаче водните пари не кондензират, количеството получена топлина е по-малко и се нарича долна топлина на изгаряне. Разликата между горната и долната топлина на изгаряне се определя от топлината на изпарение на водата, която е 44 kJ/mol.
Долната топлина на изгаряне е и причината, поради която наблюдаваме бели, приличащи на облаци следи в небето след самолетите. Тъй като самолетните двигатели използват керосин за гориво, а керосинът е съставен от въглеводороди, то при изгарянето на водорода от керосина се образуват водни пари. Впоследствие те кондензират до вода и дори замръзват, и ние наблюдаваме тези кондензирали водни пари като бели следи след самолетите.